# Beaumontois en Périgord
Beaumontois en Périgord – gmina we Francji, w regionie Nowa Akwitania, w departamencie Dordogne. Została utworzona 1 stycznia 2016 roku z połączenia czterech wcześniejszych gmin: Beaumont-du-Périgord, Labouquerie, Nojals-et-Clotte oraz Sainte-Sabine-Born. Siedzibą gminy została miejscowość Beaumont-du-Périgord. W 2013 roku populacja wyżej wymienionych gmin wynosiła 1932 mieszkańców.